# Straßenradsport-Weltmeisterschaften 2014
Die Straßenradsport-Weltmeisterschaften 2014 fanden vom 21. bis 28. September im spanischen Ponferrada statt.
Die Weltmeisterschaften setzten sich aus insgesamt zwölf Wettbewerben zusammen, je einem Straßenrennen, Mannschaftszeitfahren sowie einem Einzelzeitfahren für Männer und Frauen sowie je einem Straßenrennen und einem Einzelzeitfahren für U23-Fahrer, Junioren und Juniorinnen.
Spanien war damit zum siebten Mal Gastgeber von Radsport-Weltmeisterschaften, nach Lasarte (1965), Montjuïc (1973), Barcelona (1984), Benidorm (1992), San Sebastián (1997) und Madrid (2005). Ponferrada, eine Stadt mit 68.000 Einwohnern, war die einzige Kandidatin zur Austragung dieser Weltmeisterschaften gewesen. Während im Jahr zuvor bei der WM in Italien die Straßen von vielen tausend Zuschauer gesäumt gewesen waren, blieb die Resonanz in Ponferrada eher dürftig und weit hinter den Erwartungen von 350.000 Zuschauern zurück. Die Veranstaltung kostete die Stadt, in der es eine Arbeitslosenquote von fast 25 Prozent gibt, zwölf Millionen Dollar.
Erfolgreichste(r) Sportler(in) der Weltmeisterschaften war die deutsche Radsportlerin Lisa Brennauer mit der nahezu optimalen Ausbeute von zwei Goldmedaillen in Mannschafts- und Einzelzeitfahren sowie einer Silbermedaille im Straßenrennen. Die Mannschaft des Bundes Deutscher Radfahrer entschied mit insgesamt drei Gold- und zwei Silbermedaillen die Medaillenwertung für sich; die meisten Medaillen errang indes Australien mit insgesamt acht Medaillen. Stefan Küng holte eine Bronzemedaille für die Schweiz, Österreich blieb ohne Medaillen.
Das Straßenrennen der Männer gewann der Pole Michał Kwiatkowski und wurde somit erster polnischer Profi-Weltmeister der Radsportgeschichte. Zuletzt wurde sein Landsmann Joachim Halupczok 1989 Weltmeister der Amateure.
Die Straßen-Weltmeisterschaften 2014 wurden in 158 Ländern im Fernsehen übertragen. Im deutschen Fernsehen waren die Straßen-Weltmeisterschaften nicht zu sehen, im Gegensatz zur Schweiz und zu Österreich. Live wurden die Wettbewerbe auf dem Kanal der UCI auf YouTube übertragen. Kommentatoren waren José Been aus den Niederlanden und Phil Liggett aus Großbritannien.

## Wettkämpfe
| Datum                   | Zeit                  | Klasse                | Distanz               | Höhenmeter            | Runden                  | Weltmeister 2013      | Weltmeister 2014       |
| Mannschaftszeitfahren   | Mannschaftszeitfahren | Mannschaftszeitfahren | Mannschaftszeitfahren | Mannschaftszeitfahren | Mannschaftszeitfahren   | Mannschaftszeitfahren | Mannschaftszeitfahren  |
| ----------------------- | --------------------- | --------------------- | --------------------- | --------------------- | ----------------------- | --------------------- | ---------------------- |
| Sonntag, 21. September  | 10:00                 | Elite Frauen          | 36,15 km              | 198 m                 |                         | Specialized-lululemon | Specialized-lululemon  |
| Sonntag, 21. September  | 14:00                 | Elite Männer          | 57,10 km              | 386 m                 | Omega Pharma-Quick Step | BMC Racing Team       |                        |
| Einzelzeitfahren        |                       |                       |                       |                       |                         |                       |                        |
| Montag, 22. September   | 10:00                 | Juniorinnen           | 13,90 km              | 125 m                 |                         | Séverine Eraud        | Macy Stewart           |
| Montag, 22. September   | 14:00                 | Männer U 23           | 36,15 km              | 198 m                 | Damien Howson           | Campbell Flakemore    |                        |
| Dienstag, 23. September | 10:00                 | Junioren              | 29,50 km              | 172 m                 |                         | Igor Decraene         | Lennard Kämna          |
| Dienstag, 23. September | 14:00                 | Elite Frauen          | 29,50 km              | 172 m                 | Ellen van Dijk          | Lisa Brennauer        |                        |
| Mittwoch, 24. September | 13:30                 | Elite Männer          | 47,10 km              | 458 m                 |                         | Tony Martin           | Bradley Wiggins        |
| Straßenrennen           |                       |                       |                       |                       |                         |                       |                        |
| Freitag, 26. September  | 09:00                 | Juniorinnen           | 72,80 km              | 1200 m                | 4                       | Amalie Dideriksen     | Amalie Dideriksen      |
| Freitag, 26. September  | 13:00                 | Männer U 23           | 182,00 km             | 3000 m                | 10                      | Matej Mohorič         | Sven Erik Bystrøm      |
| Samstag, 27. September  | 09:00                 | Junioren              | 127,40 km             | 2100 m                | 7                       | Mathieu van der Poel  | Jonas Bokeloh          |
| Samstag, 27. September  | 13:00                 | Elite Frauen          | 127,40 km             | 2100 m                | 7                       | Marianne Vos          | Pauline Ferrand-Prévot |
| Sonntag, 28. September  | 10:00                 | Elite Männer          | 254,80 km             | 4200 m                | 14                      | Rui Costa             | Michał Kwiatkowski     |

## Ergebnisse Frauen

### Straßenrennen
Streckenlänge: 127,4 Kilometer
| Platz | Athletin               | Land | Zeit       |
| ----- | ---------------------- | ---- | ---------- |
| 1     | Pauline Ferrand-Prévot | FRA  | 3:29:21 h  |
| 2     | Lisa Brennauer         | GER  | + 0:00 min |
| 3     | Emma Johansson         | SWE  | + 0:00 min |
| 4     | Giorgia Bronzini       | ITA  | + 0:00 min |
| 5     | Tiffany Cromwell       | AUS  | + 0:00 min |
| 6     | Shelley Olds           | USA  | + 0:00 min |
| 7     | Elizabeth Armitstead   | GBR  | + 0:00 min |
| 8     | Linda Villumsen        | NZL  | + 0:00 min |
| 9     | Hanna Solowej          | UKR  | + 0:00 min |
| 10    | Marianne Vos           | NED  | + 0:00 min |
|       |                        | …    |            |
| 15    | Claudia Lichtenberg    | GER  | + 0:06 min |
| 23    | Doris Schweizer        | SUI  | + 0:41 min |
| 32    | Trixi Worrack          | GER  | + 0:47 min |
| 53    | Charlotte Becker       | GER  | + 5:51 min |

134 Fahrerinnen waren am Start, von denen 75 das Rennen aufgaben, darunter: Stephanie Pohl , Romy Kasper , Corinna Lechner , Desiree Ehrler , Emily Aubry  Nicole Hanselmann , Linda Indergand , Jacqueline Hahn , Martina Ritter 

### Einzelzeitfahren
Streckenlänge: 29,5 Kilometer
| Platz | Athletin         | Land | Zeit (min)             | Abstand       |
| ----- | ---------------- | ---- | ---------------------- | ------------- |
| 1     | Lisa Brennauer   | GER  | 38:48,16 (45,615 km/h) |               |
| 2     | Hanna Solowej    | UKR  | 39:06,84               | + 0:18,68 min |
| 3     | Evelyn Stevens   | USA  | 39:09,41               | + 0:21,25 min |
| 4     | Mieke Kröger     | GER  | 39:26,45               | + 0:38,29 min |
| 5     | Ann-Sophie Duyck | BEL  | 39:33,47               | + 0:45,31 min |
| 6     | Karol-Ann Canuel | CAN  | 39:39,42               | + 0:51,26 min |
| 7     | Ellen van Dijk   | NED  | 39:59,80               | + 1:11,64 min |
| 8     | Alison Powers    | USA  | 40:02,33               | + 1:14,17 min |
| 9     | Linda Villumsen  | NZL  | 40:02,44               | + 1:14,28 min |
| 10    | Trixi Worrack    | GER  | 40:03,41               | + 1:15,25 min |
|       |                  | …    |                        |               |
| 24    | Doris Schweizer  | SUI  | 41:57,61               | + 3:09,45 min |
| 30    | Martina Ritter   | AUT  | 42:47,52               | + 3:59,36 min |
| 38    | Jacqueline Hahn  | AUT  | 43:29.07               | + 4:40,91 min |

Es gingen 47 Fahrerinnen an den Start.

### Mannschaftszeitfahren
Streckenlänge: 36,15 Kilometer
| Platz | Team                                       | Athletinnen | Zeit (min)             |
| ----- | ------------------------------------------ | --- | ---------------------- |
| 1     | Specialized-lululemon                      | Chantal Blaak / Lisa Brennauer / Karol-Ann Canuel / Carmen Small / Evelyn Stevens / Trixi Worrack                                   | 43:33,35 (49,798 km/h) |
| 2     | Orica-AIS                                  | Annette Edmondson / Melissa Hoskins / Emma Johansson / Jessie MacLean / Valentina Scandolara / Amanda Spratt                        | 44:50,91               |
| 3     | Astana BePink Women’s Team                 | Alena Amjaljussik / Simona Frapporti / Doris Schweizer / Alissa Tetrick / Silvia Valsecchi / Susanna Zorzi                          | 45:52,99               |
| 4     | Optum P/B Kelly Benefit Strategies         | Annie Ewart / Lauren Hall / Janel Holcomb / Leah Kirchmann / Brianna Walla / Jade Walcoxson                                         | 45:59,10               |
| 5     | Boels Dolmans Cyclingteam                  | Elizabeth Armitstead / Jessie Daams / Romy Kasper / Christine Majerus / Katarzyna Pawłowska / Ellen van Dijk                        | 45:59,68               |
| 6     | UnitedHealthcare Professional Cycling Team | Rushlee Buchanan / Cari Higgins / Sharon Laws / Alison Powers / Lauren Tamayo / Ruth Winder                                         | 46:17,15               |
| 7     | Bigla Cycling Team                         | Elke Gebhardt / Jacqueline Hahn / Nicole Hanselmann / Taryn Heather / Vera Koedooder / Lotta Lepistö                                | 46:28,89               |
| 8     | Team Giant-Shimano                         | Marijn de Vries / Claudia Lichtenberg / Floortje Mackaij / Sara Mustonen / Amy Pieters / Maaike Polspoel                            | 47:18,40               |
| 9     | Hitec Products                             | Miriam Bjornsrud / Vita Heine / Cecilie Gotaas Johnsen / Julie Leth / Emilie Moberg / Sara Olsson                                   | 47:34,73               |
| 10    | RusVelo                                    | Tatjana Antoschina / Aleksandra Burschenkowa / Anastassija Tschulkowa / Oksana Kosontschuk / Elena Kutschinskaja / Maria Sawitskaja | 47:41,01               |

Insgesamt nahmen 14 Teams teil.

## Ergebnisse Männer

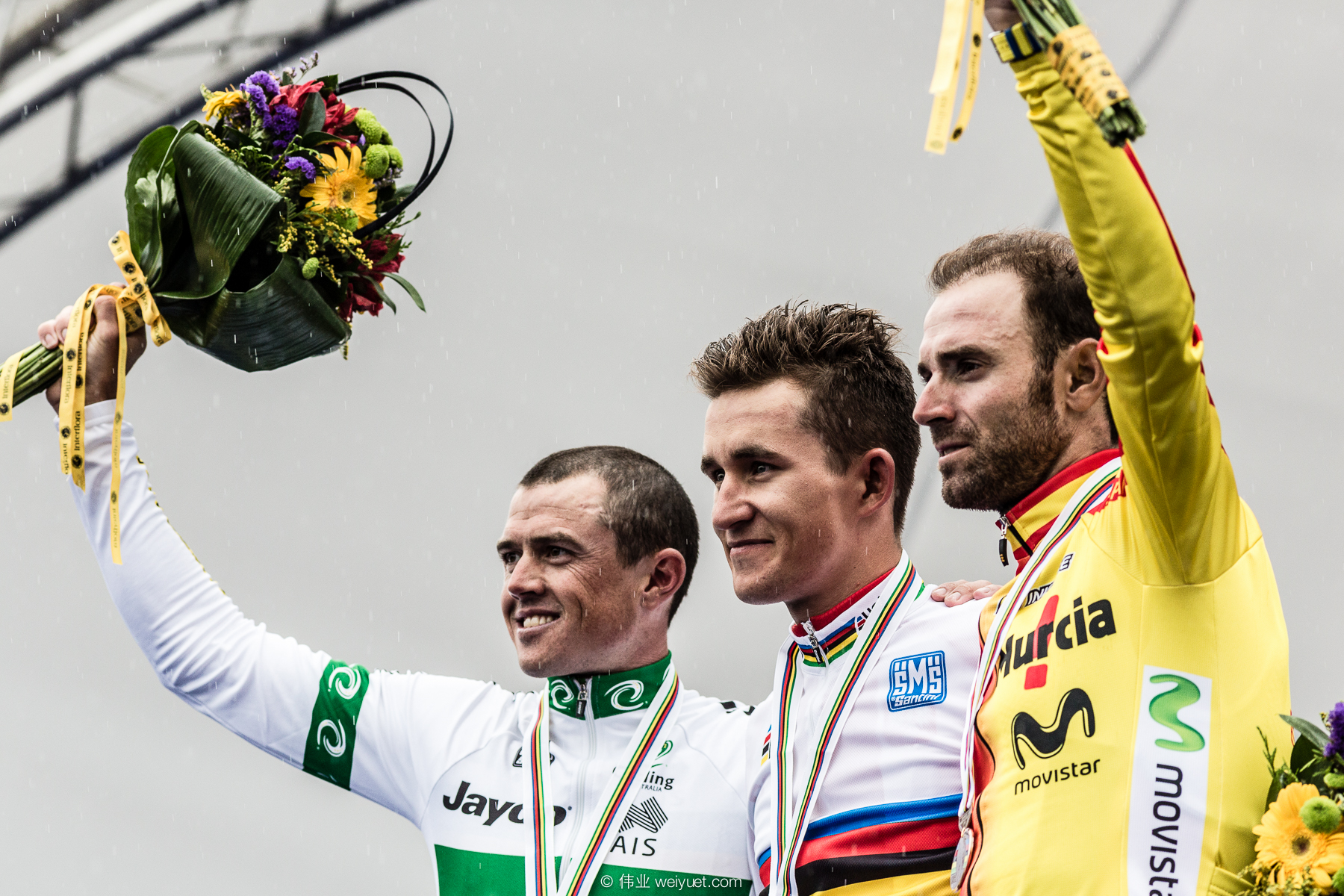
Siegerehrung im Straßenrennen der Männer: Simon Gerrans, Michał Kwiatkowski und Alejandro Valverde (v. l. n. r.)

### Straßenrennen
| Platz | Athlet             | Land | Zeit       |
| ----- | ------------------ | ---- | ---------- |
| 1     | Michał Kwiatkowski | POL  | 6:29:07 h  |
| 2     | Simon Gerrans      | AUS  | + 0:01 min |
| 3     | Alejandro Valverde | ESP  | + 0:01 min |
| 4     | Matti Breschel     | DEN  | + 0:01 min |
| 5     | Greg Van Avermaet  | BEL  | + 0:01 min |
| 6     | Tony Gallopin      | FRA  | + 0:01 min |
| 7     | Philippe Gilbert   | BEL  | + 0:04 min |
| 8     | Alexander Kristoff | NOR  | + 0:07 min |
| 9     | John Degenkolb     | GER  | + 0:07 min |
| 10    | Nacer Bouhanni     | FRA  | + 0:07 min |
|       |                    | …    |            |
| 11    | Fabian Cancellara  | SUI  | + 0:07 min |
| 38    | Dominik Nerz       | GER  | + 0:21 min |
| 39    | Simon Geschke      | GER  | + 0:24 min |
| 53    | Matthias Brändle   | AUT  | + 1:27 min |
| 63    | Paul Martens       | GER  | + 2:39 min |
| 66    | Michael Albasini   | SUI  | + 5:12 min |
| 68    | Georg Preidler     | AUT  | + 5:12 min |
| 69    | Danilo Wyss        | SUI  | + 5:12 min |

Es gingen insgesamt 204 Fahrer an den Start, von denen 109 Fahrer das Rennen vorzeitig aufgaben, darunter: Tony Martin , Patrick Konrad , Riccardo Zoidl , Marco Haller , Bernhard Eisel , Paul Voß , Johannes Fröhlinger , Christian Knees , André Greipel , Markus Eibegger 

### Einzelzeitfahren
Streckenlänge: 47,1 Kilometer
| Platz | Athlet               | Land | Zeit (h)               | Abstand (min) |
| ----- | -------------------- | ---- | ---------------------- | ------------- |
| 1     | Bradley Wiggins      | GBR  | 56:25,52 (50,083 km/h) |               |
| 2     | Tony Martin          | GER  | 56:51,75               | + 0:26,23     |
| 3     | Tom Dumoulin         | NED  | 57:06,16               | + 0:40,64     |
| 4     | Wassil Kiryjenka     | BLR  | 57:13,44               | + 0:47,92     |
| 5     | Rohan Dennis         | AUS  | 57:23,26               | + 0:57,74     |
| 6     | Adriano Malori       | ITA  | 57:37,14               | + 1:11,62     |
| 7     | Nélson Oliveira      | POR  | 57:47,15               | + 1:21,63     |
| 8     | Anton Worobjow       | RUS  | 57:55,18               | + 1:29,66     |
| 9     | Jan Bárta            | CZE  | 58:08,93               | + 1:43,41     |
| 10    | Jonathan Castroviejo | ESP  | 58:09,72               | + 1:44,20     |
|       |                      | …    |                        |               |
| 18    | Silvan Dillier       | SUI  | 58:56,29               | + 2:30,77     |
| 22    | Nikias Arndt         | GER  | 59:14,12               | + 2:48,60     |
| 27    | Riccardo Zoidl       | AUT  | 59:41.23               | + 3:15,71     |
| 35    | Matthias Brändle     | AUT  | 1:00:05,21             | + 3:39,69     |
| 48    | Lars Teutenberg      | GER  | 1:00:38,33             | + 4:12,81     |

Es starteten insgesamt 64 Fahrer, ein Fahrer, der Schwede Alexander Gingsjö, gab das Rennen auf.

### Mannschaftszeitfahren
Streckenlänge: 57,12 Kilometer
| Platz | Team                   | Athleten | Zeit (h)                 |
| ----- | ---------------------- | --- | ------------------------ |
| 1     | BMC Racing Team        | Rohan Dennis / Silvan Dillier / Daniel Oss / Manuel Quinziato / Tejay van Garderen / Peter Velits             | 1:03:29,85 (53,954 km/h) |
| 2     | Orica GreenEdge        | Luke Durbridge / Michael Hepburn / Damien Howson / Brett Lancaster / Jens Mouris / Svein Tuft                 | 1:04:01,69               |
| 3     | Omega Pharma-Quickstep | Tom Boonen / Michał Kwiatkowski / Tony Martin / Pieter Serry / Niki Terpstra / Julien Vermote                 | 1:04:05,07               |
| 4     | Team Sky               | Dario Cataldo / Wassil Kiryjenka / Salvatore Puccio / Kanstanzin Siuzou / Geraint Thomas / Bradley Wiggins    | 1:04:07,14               |
| 5     | Tinkoff-Saxo           | Michael Valgren / Daniele Bennati / Manuele Boaro / Christopher Juul / Nicolas Roche / Michael Rogers         | 1:04:16,44               |
| 6     | Movistar               | Andrey Amador / Alex Dowsett / Imanol Erviti / Jon Izaguirre / Adriano Malori / Jasha Sütterlin               | 1:04:21,22               |
| 7     | Trek Factory Racing    | Fabian Cancellara / Markel Irízar / Jaroslaw Popowytsch / Jesse Sergent / Jasper Stuyven / Kristof Vandewalle | 1:04:31,32               |
| 8     | Giant-Shimano          | Nikias Arndt / Tom Dumoulin / Chad Haga / Marcel Kittel / Tobias Ludvigsson / Georg Preidler                  | 1:04:56,45               |
| 9     | Cannondale             | Maciej Bodnar / Alessandro De Marchi / Michel Koch / Kristijan Koren / Alan Marangoni / Peter Sagan           | 1:04:58,41               |
| 10    | Garmin Sharp           | Jack Bauer / Tyler Farrar / Sebastian Langeveld / Ramūnas Navardauskas / Andrew Talansky / Dylan van Baarle   | 1:05:14,65               |

Es gingen insgesamt 29 Teams an den Start.

## Ergebnisse Männer U23

### Straßenrennen
Streckenlänge: 182 Kilometer
| Platz | Athlet                     | Land | Zeit        |
| ----- | -------------------------- | ---- | ----------- |
| 1     | Sven Erik Bystrøm          | NOR  | 4:32:39 h   |
| 2     | Caleb Ewan                 | AUS  | + 0:07 min  |
| 3     | Kristoffer Skjerping       | NOR  | + 0:07 min  |
| 4     | Tiesj Benoot               | BEL  | + 0:07 min  |
| 5     | Sondre Holst Enger         | NOR  | + 0:07 min  |
| 6     | Iuri Filosi                | ITA  | + 0:07 min  |
| 7     | Hernando Bohorquez Sanchez | COL  | + 0:07 min  |
| 8     | Ilja Dawidenok             | KAZ  | + 0:07 min  |
| 9     | Silvio Herklotz            | GER  | + 0:07 min  |
| 10    | Mathieu van der Poel       | NED  | + 0:07 min  |
|       |                            | …    |             |
| 12    | Fabian Lienhard            | SUI  | + 0:07 min  |
| 41    | Emanuel Buchmann           | GER  | + 0:22 min  |
| 43    | Simon Pellaud              | SUI  | + 0:42 min  |
| 61    | Lukas Spengler             | SUI  | + 3:46 min  |
| 64    | Mario Vogt                 | GER  | + 3:46 min  |
| 65    | Théry Schir                | SUI  | + 3:46 min  |
| 81    | Jan Dieteren               | GER  | + 9:18 min  |
| 83    | Stefan Küng                | SUI  | + 10:34 min |
| 93    | Lukas Pöstlberger          | AUT  | + 11:48 min |
| 102   | Ruben Zepuntke             | GER  | + 11:48 min |

162 Fahrer gingen an den Start, von denen 42 aufgaben, darunter Tom Bohli ().

### Einzelzeitfahren
Streckenlänge: 36,15 Kilometer
| Platz | Athlet                | Land | Zeit (min)             | Abstand       |
| ----- | --------------------- | ---- | ---------------------- | ------------- |
| 1     | Campbell Flakemore    | AUS  | 43:49,94 (49,484 km/h) |               |
| 2     | Ryan Mullen           | IRL  | 43:50,42               | + 0,48 s      |
| 3     | Stefan Küng           | SUI  | 43:59,16               | + 9,22 s      |
| 4     | Rafael Reis           | POR  | 44:09,26               | + 19,32 s     |
| 5     | Maximilian Schachmann | GER  | 44:27,78               | + 37,84 s     |
| 6     | Jonathan Dibben       | GBR  | 44:28,22               | + 38,28 s     |
| 7     | Andreas Vangstad      | NOR  | 44:34,82               | + 44,88 s     |
| 8     | Louis Meintjes        | RSA  | 44:38,30               | + 48,36 s     |
| 9     | Frederik Frison       | BEL  | 44:57,16               | + 1:07,22 min |
| 10    | James Oram            | NZL  | 44:59,51               | + 1:09,57 min |
| 11    | Lukas Pöstlberger     | AUT  | 45:15,37               | + 1:25,43 min |
| 12    | Nils Politt           | GER  | 45:17,62               | + 1:27,68 min |
|       |                       | …    |                        |               |
| 15    | Théry Schir           | SUI  | 45:34,25               | + 1:44,31 min |
| 32    | Tom Bohli             | SUI  | 46:14,69               | + 2:24,75 min |
| 34    | Gregor Mühlberger     | AUT  | 46:26,60               | + 2:36,66 min |

Insgesamt starteten 63 Fahrer.

## Ergebnisse Juniorinnen

### Straßenrennen
| Platz | Athletin                | Land | Zeit       |
| ----- | ----------------------- | ---- | ---------- |
| 1     | Amalie Dideriksen       | DEN  | 2:02:59 h  |
| 2     | Sofia Bertizzolo        | ITA  | + 0:00 min |
| 3     | Agnieszka Skalniak      | POL  | + 0:00 min |
| 4     | Nikola Nosková          | CZE  | + 0:00 min |
| 5     | Lisa Klein              | GER  | + 0:00 min |
| 6     | Greta Richioud          | FRA  | + 0:00 min |
| 7     | Jeanne Korevaar         | NED  | + 0:00 min |
| 8     | Jelena Erić             | SRB  | + 0:00 min |
| 9     | Saartje Vandenbroucke   | BEL  | + 0:00 min |
| 10    | Mathilde Cartal         | FRA  | + 0:00 min |
|       |                         | …    |            |
| 14    | Inga Rodieck            | GER  | + 0:00 min |
| 29    | Angela Adelsberger      | AUT  | + 0:15 min |
| 47    | Julia Scheidegger       | SUI  | + 6:27 min |
| 49    | Aline Seitz             | SUI  | + 7:49 min |
| 55    | Wiebke Rodieck          | GER  | + 9:43 min |
| 64    | Christina Schweinberger | AUT  | + 9:43 min |
| 68    | Jacqueline Dietrich     | GER  | + 9:43 min |

93 Fahrerinnen waren am Start, acht davon gaben vor dem Ziel auf.

### Einzelzeitfahren
Streckenlänge: 13,90 Kilometer
| Platz | Athletin           | Land | Zeit (min)             | Abstand       |
| ----- | ------------------ | ---- | ---------------------- | ------------- |
| 1     | Macy Stewart       | AUS  | 20:08,39 (41,410 km/h) |               |
| 2     | Pernille Mathiesen | DEN  | 20:19,18               | +10,79 s      |
| 3     | Anna-Leeza Hull    | AUS  | 20:21,70               | +13,31 s      |
| 4     | Alexandra Manly    | AUS  | 20:22,20               | +13,81 s      |
| 5     | Emma White         | USA  | 20:34,96               | + 26,47 s     |
| 6     | Greta Richioud     | FRA  | 20:35,02               | + 26,63 s     |
| 7     | Melissa Lowther    | GBR  | 20:36,08               | + 27,69 s     |
| 8     | Aafke Soet         | NED  | 20:36,62               | + 28,23 s     |
| 9     | Daria Pikulik      | POL  | 20:47,30               | + 38,91 s     |
| 10    | Daria Egorowa      | RUS  | 20:53,12               | + 44,73 s     |
|       |                    | …    |                        |               |
| 12    | Lisa Klein         | GER  | 21:00,26               | + 51,87 s     |
| 23    | Franziska Banzer   | GER  | 21:24,31               | + 1:15,92 min |
| 30    | Aline Seitz        | SUI  | 21:38,10               | + 1:29,71 min |
| 34    | Michelle Andres    | SUI  | 21:48,21               | + 1:39,82 min |

Es nahmen 49 Fahrerinnen an dem Rennen teil.

## Ergebnisse Junioren

### Straßenrennen
Streckenlänge: 127,4 Kilometer
| Platz | Athlet               | Land | Zeit        |
| ----- | -------------------- | ---- | ----------- |
| 1     | Jonas Bokeloh        | GER  | 3:07:00     |
| 2     | Alexander Kulikowski | RUS  | + 0:00 min  |
| 3     | Peter Lenderink      | NED  | + 0:00 min  |
| 4     | Edoardo Affini       | ITA  | + 0:00 min  |
| 5     | Magnus Klaris        | DEN  | + 0:00 min  |
| 6     | Izidor Penko         | SLO  | + 0:00 min  |
| 7     | Lucas Eriksson       | SWE  | + 0:00 min  |
| 8     | Lorenzo Fortunato    | ITA  | + 0:00 min  |
| 9     | Léo Danès            | FRA  | + 0:00 min  |
| 10    | Sjoerd Bax           | NED  | + 0:00 min  |
|       |                      | …    |             |
| 14    | Gino Mäder           | SUI  | + 0:00 min  |
| 15    | Moritz Fußnegger     | GER  | + 0:00 min  |
| 19    | Christian Koch       | GER  | + 0:00 min  |
| 20    | Martin Schäppi       | SUI  | + 0:00 min  |
| 26    | Benjamin Brkic       | AUT  | + 0:00 min  |
| 36    | Zeno Caminada        | SUI  | + 0:20 min  |
| 47    | Patrick Haller       | GER  | + 1:44 min  |
| 49    | Mario Spengler       | SUI  | + 1:44 min  |
| 75    | Marcel Neuhauser     | AUT  | + 7:05 min  |
| 83    | Patrick Gamper       | AUT  | + 9:48 min  |
| 105   | Sven Reutter         | GER  | + 15:24 min |

187 Fahrer gingen an den Start, 77 gaben während des Rennens auf, darunter Lennard Kämna .

### Einzelzeitfahren
Streckenlänge: 29,5 Kilometer
| Platz | Athlet             | Land | Zeit (min)             | Abstand       |
| ----- | ------------------ | ---- | ---------------------- | ------------- |
| 1     | Lennard Kämna      | GER  | 36:13,49 (48.861 km/h) |               |
| 2     | Adrien Costa       | USA  | 36:58,15               | + 0:44,66 min |
| 3     | Michael Storer     | AUS  | 37:11,60               | + 0:58,11 min |
| 4     | Filippo Ganna      | ITA  | 37:19,43               | + 1:05,94 min |
| 5     | Zeke Mostov        | USA  | 37:32,62               | + 1:19,13 min |
| 6     | Tom Wirtgen        | LUX  | 37:43,35               | + 1:29,86 min |
| 7     | Sven Reutter       | GER  | 37:47,76               | + 1:34,27 min |
| 8     | Michael O’Loughlin | IRL  | 37:56,30               | + 1:42,81 min |
| 9     | Jaime Restrepo     | COL  | 37:57,38               | + 1:43,89 min |
| 10    | Matthew Gibson     | GBR  | 38:00,30               | + 1:46,81 min |
|       |                    | …    |                        |               |
| 25    | Oliver Matheis     | GER  | 28:21,15               | + 1:24,32 min |
| 40    | Dominic von Burg   | SUI  | 28:53,20               | + 1:56,37 min |
| 44    | Patrick Müller     | SUI  | 29:11,96               | + 2:15,13 min |

Es waren 84 Fahrer am Start.

## Medaillenspiegel
| Rang   | Land               | Gold | Silber | Bronze | Gesamt |
| ------ | ------------------ | ---- | ------ | ------ | ------ |
| 1      | Deutschland        | 3    | 2      | 0      | 5      |
| 2      | Australien         | 2    | 4      | 2      | 8      |
| 3      | Vereinigte Staaten | 2    | 1      | 1      | 4      |
| 4      | Dänemark           | 1    | 1      | 0      | 2      |
| 5      | Norwegen           | 1    | 0      | 1      | 2      |
| 5      | Polen              | 1    | 0      | 1      | 2      |
| 7      | Frankreich         | 1    | 0      | 0      | 1      |
| 7      | Großbritannien     | 1    | 0      | 0      | 1      |
| 9      | Italien            | 0    | 1      | 1      | 2      |
| 10     | Irland             | 0    | 1      | 0      | 1      |
| 10     | Russland           | 0    | 1      | 0      | 1      |
| 10     | Ukraine            | 0    | 1      | 0      | 1      |
| 13     | Niederlande        | 0    | 0      | 2      | 2      |
| 14     | Belgien            | 0    | 0      | 1      | 1      |
| 14     | Spanien            | 0    | 0      | 1      | 1      |
| 14     | Schweden           | 0    | 0      | 1      | 1      |
| 14     | Schweiz            | 0    | 0      | 1      | 1      |
| Gesamt | Gesamt             | 12   | 12     | 12     | 36     |

## Aufgebote

### Deutschland
Elite Frauen
Zeitfahren (mögliche Starterzahl: 2 + amtierende Europameisterin Mieke Kröger): Lisa Brennauer (Specialized-lululemon/Niederwangen), Trixi Worrack (Specialized-lululemon/Dissen), Mieke Kröger (Futurumshop.nl-Zannata/Bielefeld)
Straßenrennen (mögliche Starterzahl 7): Lisa Brennauer (Specialized-lululemon/Niederwangen), Trixi Worrack (Specialized-lululemon/Dissen), Claudia Lichtenberg (Team Giant-Shimano/München), Romy Kasper (Boels Dolmans/Forst), Charlotte Becker (Wiggle Honda/Berlin), Stephanie Pohl (RSC Cottbus), Corinna Lechner (SV Altenburg)
Juniorinnen
Zeitfahren (mögliche Starterzahl 2): Lisa Klein (RV Kandel), Franziska Banzer (RV Elxleben), Ersatz: Jacqueline Dietrich (RSG Offenburg-Fessenbach)
Straßenrennen (mögliche Starterzahl 4): Lisa Klein (RV Kandel), Jacqueline Dietrich (RSG Offenburg-Fessenbach), Inga Rodieck (RC Langenhagen), Wiebke Rodieck (RC Langenhagen), Ersatz: Franziska Banzer (RV Elxleben)
Elite Männer
Zeitfahren: (zwei Startplätze plus Titelverteidiger Tony Martin (pers. Startplatz)): Nikias Arndt (Bonn/Giant Shimano), Patrick Gretsch (Erfurt/AG2r), Tony Martin (Eschborn/OmegaPharma), Jasha Sütterlin (Freiburg/Movistar), Lars Teutenberg (Köln)
Straßenrennen: (neun Startplätze): Marcus Burghardt (Samerberg/BMC), John Degenkolb (Frankfurt/Giant Shimano), Johannes Fröhlinger (Freiburg/Giant Shimano), Simon Geschke (Freiburg/Giant Shimano), André Greipel (Hürth/Lotto-Belisol), Christian Knees (Bonn/Sky), Michel Koch (Düsseldorf/Cannondale), Paul Martens (Rostock/Belkin), Tony Martin (Eschborn/OmegaPharma), Dominik Nerz (Wangen/BMC), Jasha Sütterlin (Freiburg/Movistar), Paul Voß (Bielefeld/NetApp-Endura), Björn Thurau (Frankfurt/Europcar), Fabian Wegmann (Freiburg/Garmin)
U23 Männer
Zeitfahren (mögliche Starterzahl 2): Nils Politt (Team Stölting/Köln), Maximilian Schachmann (Development Team Giant-Shimano/Erfurt), Ersatz: Matthias Plarre (Leopard Development Team/Cottbus)
Straßenrennen (mögliche Starterzahl 5): Emanuel Buchmann (Rad-net Rose Team/Ravensburg), Silvio Herklotz (Team Stölting/Mahlow), Jan Dieteren (Team Stölting/Bensheim), Mario Vogt (Rad-net Rose Team/Stuttgart), Ruben Zepuntke (Bissell Development Team/Düsseldorf), Ersatz: Jonas Koch (LKT Team Brandenburg/Cottbus)
Junioren
Zeitfahren (mögliche Starterzahl 2 + amtierender Europameister Lennard Kämna): Sven Reutter (RWV Wendelsheim), Jan Tschernoster (RSC Werne), Lennard Kämna (RSC Cottbus)
Straßenrennen (mögliche Starterzahl 6): Moritz Fußnegger (RSV Schwenningen), Sven Reutter (RWV Wendelsheim), Jonas Bokeloh (HRC Hannover), Patrick Haller (RSC Ingolstadt), Lennard Kämna (RSC Cottbus), Christian Koch (RK Cottbus)

### Österreich
Elite Männer Straße
Bernhard Eisel (Team Sky), Marco Haller (Team Katusha), Georg Preidler (Team Giant-Shimano), Riccardo Zoidl (Trek Factory Racing/auch Einzelzeitfahren), Matthias Brändle (IAM Cycling/auch Einzelzeitfahren), Patrick Konrad (Team Gourmetfein Simplon Wels)
Elite Frauen
Jacqueline Hahn, Martina Ritter
U23 Männer
Michael Gogl (Gebrüder Weiss), Felix Großschartner (Team Gourmetfein Simplon Wels), Gregor Mühlberger (Tirol Cycling Team/auch Einzelzeitfahren), Lukas Pöstlberger (Tirol Cycling Team/auch Zeitfahren), Sebastian Schönberger (Team Gourmetfein Simplon Wels)
Juniorinnen
Angela Adelsberger, Christina Schweinberger
Junioren
Benjamin Brkic, Patrick Gamper, Marcel Neuhauser

### Schweiz
Elite Männer
Zeitfahren: Silvan Dillier (VC Alpenrose Schneisingen/BMC Racing Team)
Strassenrennen: Michael Albasini (VC Bürglen Märwil/Orica GreenEdge), Fabian Cancellara (Ostermundigen/Trek Factory Racing). Danilo Wyss (VC Orbe/BMC Racing Team)
Elite Frauen
Zeitfahren: Nicole Hanselmann (RV Wetzikon/Bigla Cycling Team), Doris Schweizer (VC Pfaffnau Roggliswil/Astana BePink)
Straßenrennen: Emily Aubry (GS Ajoie/Bigla Cycling Team), Desirée Ehrler (RMV Cham Hagendorn/Bigla Cycling Team), Nicole Hanselmann (RV Wetzikon/Bigla Cycling Team), Linda Indergand (VMC Silenen/Strüby-Bixs Team), Doris Schweizer (VC Pfaffnau Roggliswil/Astana BePink)
Männer U23
Zeitfahren: Tom Bohli (VC Eschenbach/BMC Development Team), Stefan Küng (VC Fischingen/BMC Development Team), Théry Schir (VC Orbe/EKZ Racing Team)
Strassenrennen: Tom Bohli (VC Eschenbach/BMC Development Team), Stefan Küng (VC Fischingen/BMC Development Team), Fabian Lienhard (VC Steinmaur/EKZ Racing Team), Simon Pellaud, (VC Excelsior Martigny/Roth-Felt), Théry Schir (VC Orbe/EKZ Racing Team), Lukas Spengler (RRC Diessenhofen/BMC Development Team)
Junioren
Zeitfahren: Gino Mäder (VC Jura Wiedlisbach), Martin Schäppi (VC Echallens)
Strassenrennen: Zeno Caminada (VC Mendrisio), Gino Mäder (VC Jura Wiedlisbach), Martin Schäppi (VC Echallens), Nico Selenati (RV Wetzikon/Team Gadola-Wetzikon), Mario Spengler (RRC Diessenhofen)
Juniorinnen
Strassenrennen: Sina Frei (VC Meilen/jb Felt Team), Julia Scheidegger (RSC Aaretal Münsingen), Aline Seitz (RC Gränichen)
Zeitfahren: Michelle Andres (VMC Hägglingen/jb Felt Team), Aline Seitz (RC Gränichen)